# Charles Jenkins (koszykarz)
Charles T. Jenkins (ur. 28 lutego 1989 w Nowym Jorku) – amerykański koszykarz występujący na pozycjach rozgrywającego lub rzucającego obrońcy, posiadający także serbskie obywatelstwo, obecnie zawodnik Olympiakosu Pireus.
W 2012 reprezentował Golden State Warriors, podczas rozgrywek letniej ligi NBA w Las Vegas.

## Osiągnięcia
Stan na 11 listopada 2020, na podstawie, o ile nie zaznaczono inaczej.
NCAA
- Koszykarz roku konferencji Colonial Athletic Association (CAA – 2010, 2011)[4]
- Laureat nagród:
  - Haggerty Award (2009–2011)[5]
  - Chip Hilton Player of the Year (2011)[6]
- Debiutant roku CAA (2008)
- Zaliczony do:
  - I składu:
    - CAA (2009–2011)
    - turnieju:
      - CAA (2011)
      - Charleston Classic (2009)

    - debiutantów CAA (2008)

  - III składu All-American (2011 przez Sporting News)
- Zespół Hofstra Pride zastrzegł należący do niego numer 22
- Lider konferencji CAA:
  - wszech czasów w liczbie:
    - punktów (2513)
    - celnych rzutów wolnych (639)
    - strat (385)

  - w średniej:
    - punktów (2011 – 22,6)
    - rozegranych minut (2011 – 37,3)

  - w liczbie:
    - punktów (2010 – 702, 2011 – 746)
    - celnych rzutów:
      - z gry (2010 – 235, 2011 – 249)
      - wolnych (2011 – 182)
      - rozegranych minut (2010 – 1234)

    - oddanych rzutów:
      - z gry (2010 – 531, 2011 – 482)
      - za 2 punkty (2009 – 404, 2010 – 377)

    - strat (2009 – 107, 2010 – 108)

Drużynowe
- Mistrz:
  - Ligi Adriatyckiej (2015, 2017)
  - Włoch (2016)
  - Serbii (2015, 2017)
- Wicemistrz:
  - Rosji/VTB (2018, 2019)
  - Serbii (2014)
- 3. miejsce w Lidze Adriatyckiej (2014)
- Zdobywca pucharu:
  - Włoch (2016)
  - Serbii (2014, 2015, 2017)
- Finalista Pucharu Serbii (2020)

Indywidualne
- MVP:
  - finałów Ligi Adriatyckiej (2017)
  - kolejki Ligi Adriatyckiej (17 – 2013/2014, 35 – 2014/2015)
- Zaliczony do I składu Ligi Adriatyckiej (2017)
- Lider Euroligi w przechwytach (2017 – 2,1)